# Inside the Third Reich (téléfilm)

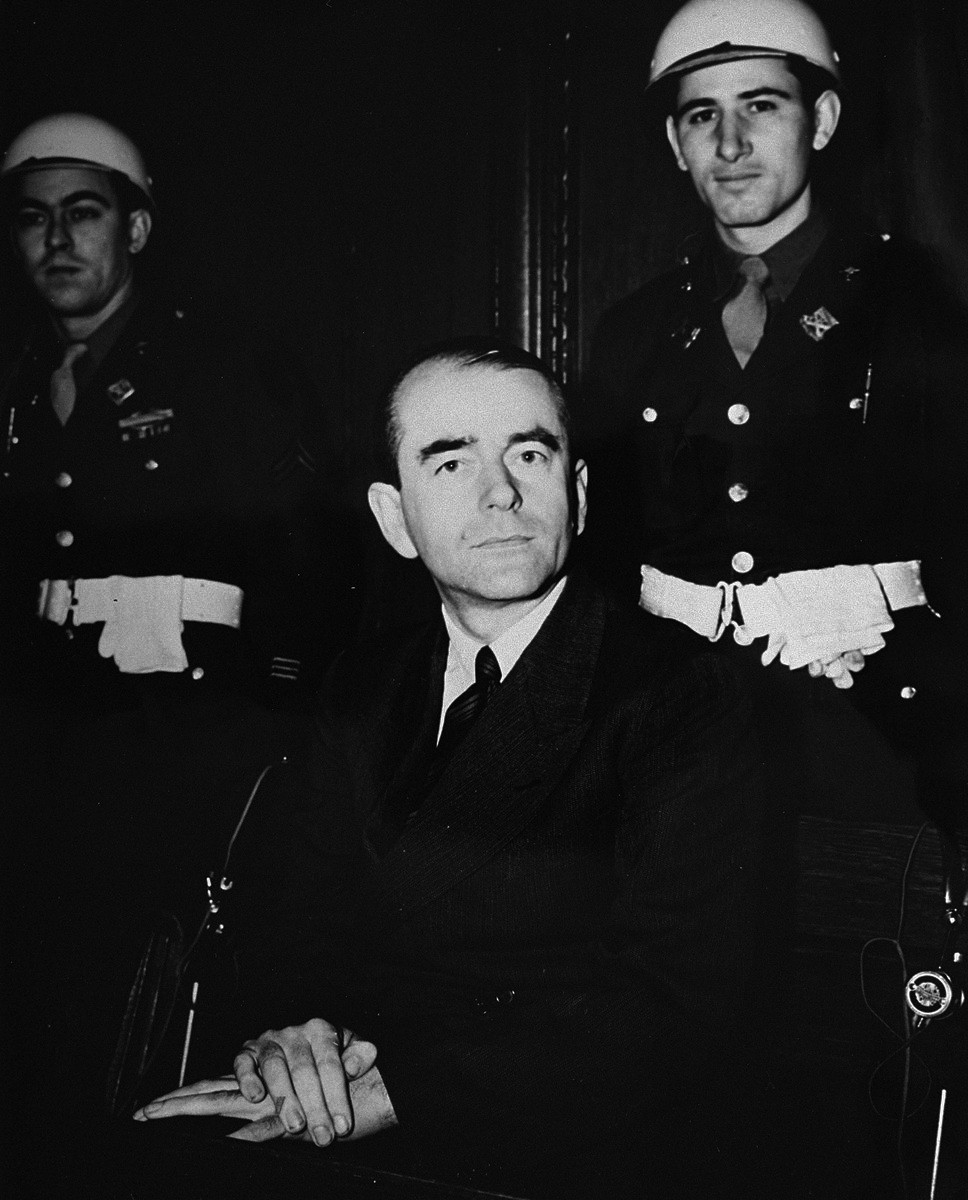
Albert Speer à Nuremberg

Pour les articles homonymes, voir Inside the Third Reich.
Inside the Third Reich est un téléfilm américain de Marvin Chomsky sorti en 1982. Il est inspiré du livre Au cœur du Troisième Reich d'Albert Speer.

## Distribution
- Rutger Hauer : Albert Speer
- John Gielgud : le père d'Albert Speer
- Maria Schell : Mme Speer
- Blythe Danner : Margarete Speer
- Trevor Howard : Professeur Heinrich Tessenow
- Ian Holm : Joseph Goebbels
- Elke Sommer : Magda Goebbels
- Carl Duering : Hugo Elsner
- Don Fellows : le major américain